# Spanisches Kriegstagebuch
Spanisches Kriegstagebuch ist ein Erlebnisbericht in Buchform von Alfred Kantorowicz über seine Erfahrungen im Spanischen Bürgerkrieg. Die Aufzeichnungen beziehen sich auf die Zeit vom Dezember 1936 bis April 1938, während der Kantorowicz als Presseoffizier der Internationalen Brigaden tätig war.

## Inhalt
In den tagebuchartigen, detaillierten Schilderungen der Kämpfe um Madrid und an den Frontabschnitten von Pozoblanco und Brunete wird der Anspruch der Zeugniskraft eines Erlebnisberichtes immer wieder beschworen, der schonungslos auch die eigene Psyche und die der kämpfenden Gesinnungsgenossen in ihren Nöten und Ängsten bloßlegen soll.
Kantorowicz gelingt es in überzeugender Weise, das Lebensgefühl der kommunistischen Brigadisten zu artikulieren. In den teils humorvollen, teils grotesken Eintragungen werden Überlegungen über Ziel und Sinn des antifaschistischen Kampfes angestellt. Für ihn geht es dabei in erster Linie um die Wiederherstellung der Humanität und weniger um ein ideologisches Unternehmen im Sinne der kommunistischen Weltrevolution.
Die Schilderungen sind aufgelockert durch Begegnungen mit bedeutenden Schriftstellern an der Front wie Ernest Hemingway, Gustav Regler, Egon Erwin Kisch u. a.
Seine starke Bindung an die kommunistische Ideologie steht dabei im Konflikt mit der scharfen Kritik am Verhalten der Parteibeamten, die in Spanien während des Krieges stalinistische Säuberungen durchführten und damit am Scheitern der spanischen Revolution Anteil hatten.

## Hintergrund
Das Buch erschien erstmals 1948 in Ost-Berlin unter dem Titel Spanisches Tagebuch, das seinerseits auf einer 1939/40 entstandenen Manuskriptfassung basierte. In dieser ersten Version konnte Kantorowicz noch nicht seine Kritik an den kommunistischen Parteifunktionären anbringen. Diese konnte erst nach seiner Flucht in den Westen 1966 unter dem Titel Spanisches Kriegstagebuch erscheinen.

## Bibliografische Angaben
- Spanisches Kriegstagebuch. Mit einem neuen Vorwort des Verfassers und einem Anhang bisher unveröffentlichter Dokumente und Briefe. Fischer, Frankfurt am Main 1986, ISBN 3-596-25175-3 (Bibliothek der verbrannten Bücher als Fischer Taschenbuch Nummer 5175, Lizenzausgabe des Konkret-Literatur-Verlags Hamburg).